# Mozgawa
Mozgawa is een plaats in het Poolse district  Pińczowski, woiwodschap Święty Krzyż. De plaats maakt deel uit van de gemeente Pińczów en telt 250 inwoners.